# Jocelyn Benson
Jocelyn F. Benson (Pittsburgh, 22 de octubre de 1977) es una activista, política y exadministradora académica estadounidense. Es la actual secretaria de Estado de Míchigan desde 2019. Benson es ex decana de la Facultad de Derecho de la Universidad Estatal de Wayne, cofundadora de Military Spouses of Michigan y miembro de la junta de la Iniciativa Ross en Deportes para la Igualdad. Es autora de Secretarios de Estado de Estado: Guardianes del Proceso Democrático (2010).
En 2018, Benson fue elegido Secretario de Estado por un margen de 8,9 puntos porcentuales, derrotando a la republicana Mary Treder Lang y convirtiéndose en la primera demócrata en ocupar el cargo desde que Richard H. Austin dejó el cargo en 1995. Fue reelegida fácilmente en 2022, derrotando a la republicana Kristina Karamo por 14 puntos porcentuales, el mayor margen y porcentaje de votos de cualquier candidato estatal en ese año.

## Educación y carrera
Benson se graduó magna cum laude de Wellesley College en 1999, donde fundó la ahora anual conferencia de Mujeres en el Activismo Político Estadounidense y fue la primera estudiante en ser elegida para servir en el cuerpo gobernante de la ciudad de Wellesley, Massachusetts. Posteriormente, obtuvo su maestría en sociología en el Magdalen College, Oxford, realizando investigaciones sobre las implicaciones sociológicas de la supremacía blanca y el neonazismo.
Antes de asistir a la escuela de derecho, Benson también vivió en Montgomery, Alabama, donde trabajó para el Southern Poverty Law Center como periodista de investigación, investigando organizaciones supremacistas blancas y neonazis. Benson también trabajó como asociada de verano en derechos de voto y derecho electoral para el Fondo de Defensa Legal y Educativo de la NAACP, y como asistente legal de Nina Totenberg en National Public Radio.
Benson recibió su JD de la Facultad de Derecho de Harvard, donde fue editora general de la Harvard Civil Rights-Civil Liberties Law Review. De 2002 a 2004, se desempeñó como Coordinadora de Políticas de Derechos de Voto del Proyecto de Derechos Civiles de Harvard, una organización sin fines de lucro que buscaba vincular la investigación académica con los esfuerzos de defensa de los derechos civiles, donde trabajó en la aprobación de la Ley de Ayuda a Estados Unidos para Votar.
Tras graduarse de la Facultad de Derecho de Harvard, Benson se mudó a Detroit para trabajor con Damon J. Keith en el Tribunal de Apelaciones de los Estados Unidos para el Sexto Circuito|Sexto Circuito de la Corte de Apelaciones de los Estados Unidos.

### Wayne Law
Benson fue nombrada decana de la Facultad de Derecho de Wayne State en diciembre de 2012 a la edad de 35 años, convirtiéndose en la mujer más joven en liderar una de las 100 mejores escuelas de derecho en la historia de los Estados Unidos.
Como decana, estableció dos programas destacados: el Centro Levin en Wayne Law, presidido por el exsenador de los Estados Unidos Carl Levin (D-MI), y el Programa de Emprendimiento y Derecho Empresarial, que ayuda a profesionales empresariales aspirantes en comunidades desfavorecidas a participar en la revitalización económica de Detroit.
Antes de ser nombrada decana en 2012, Benson fue directora asociada del Centro Damon J. Keith para los Derechos Civiles, donde inició el Proyecto Aliados de Míchigan, un esfuerzo diseñado para rastrear incidentes de odio en todo Míchigan y proporcionar apoyo legal a las víctimas.

### The Ross Initiative in Sports for Equality
Desde 2016 hasta 2018, Benson se desempeñó como CEO de la Iniciativa Ross en Deportes para la Igualdad (RISE),

### Militares Cónyuges de Míchigan
En 2012, Benson se unió a tres cónyuges militares y familiares en Míchigan para crear Militares Cónyuges de Míchigan, una red dedicada a brindar apoyo y servicios a los miembros de familias militares y veteranos en Míchigan. En enero de 2013, el grupo fue seleccionado para representar al estado de Míchigan en el Desfile Inaugural Presidencial, siendo el único grupo de cónyuges militares en recibir ese honor.

### Educación cívica y ley electoral
En 2011, Benson fue seleccionada para servir con la jueza retirada de la Corte Suprema de los Estados Unidos, Sandra Day O'Connor, en la junta directiva nacional de iCivics, Inc., una organización sin fines de lucro creada por la jueza O'Connor para mejorar la educación cívica en todo el país. Además de servir como miembro designada del Comité Permanente de Ley Electoral de la Asociación Estadounidense de Abogados, también es la fundadora y actual directora del Centro de Ley Electoral de Míchigan, que alberga proyectos que respaldan la transparencia e integridad en las elecciones. En 2011, el centro organizó la primera "Competencia de Redistribución Ciudadana de Míchigan", brindando la oportunidad a los ciudadanos de Míchigan de acceder a software y dibujar sus propios mapas de redistribución para el estado.
Benson desarrolló y supervisó tres esfuerzos estatales de protección no partidista de elecciones en Míchigan en 2007, 2008 y 2012. Durante la elección de 2008, fue llamada a declarar ante el Comité de la Cámara de Representantes de los Estados Unidos sobre el Poder Judicial,donde instó a Terri Lynn Land a prohibir el uso de listas de ejecuciones hipotecarias para impugnar la elegibilidad de los votantes. Es una comentarista frecuente sobre derechos de voto y ley electoral en noticias locales y transmisiones de radio.
En 2007, Benson trabajó con varios grupos para mantener abierta una oficina de la Secretaría de Estado en Buena Vista Township, Míchigan. El Departamento de Justicia de los Estados Unidos, bajo el entonces presidente George W. Bush, concluyó que el cierre de la oficina violaría la Ley de Derechos de Votación.

## Secretaria de Estado

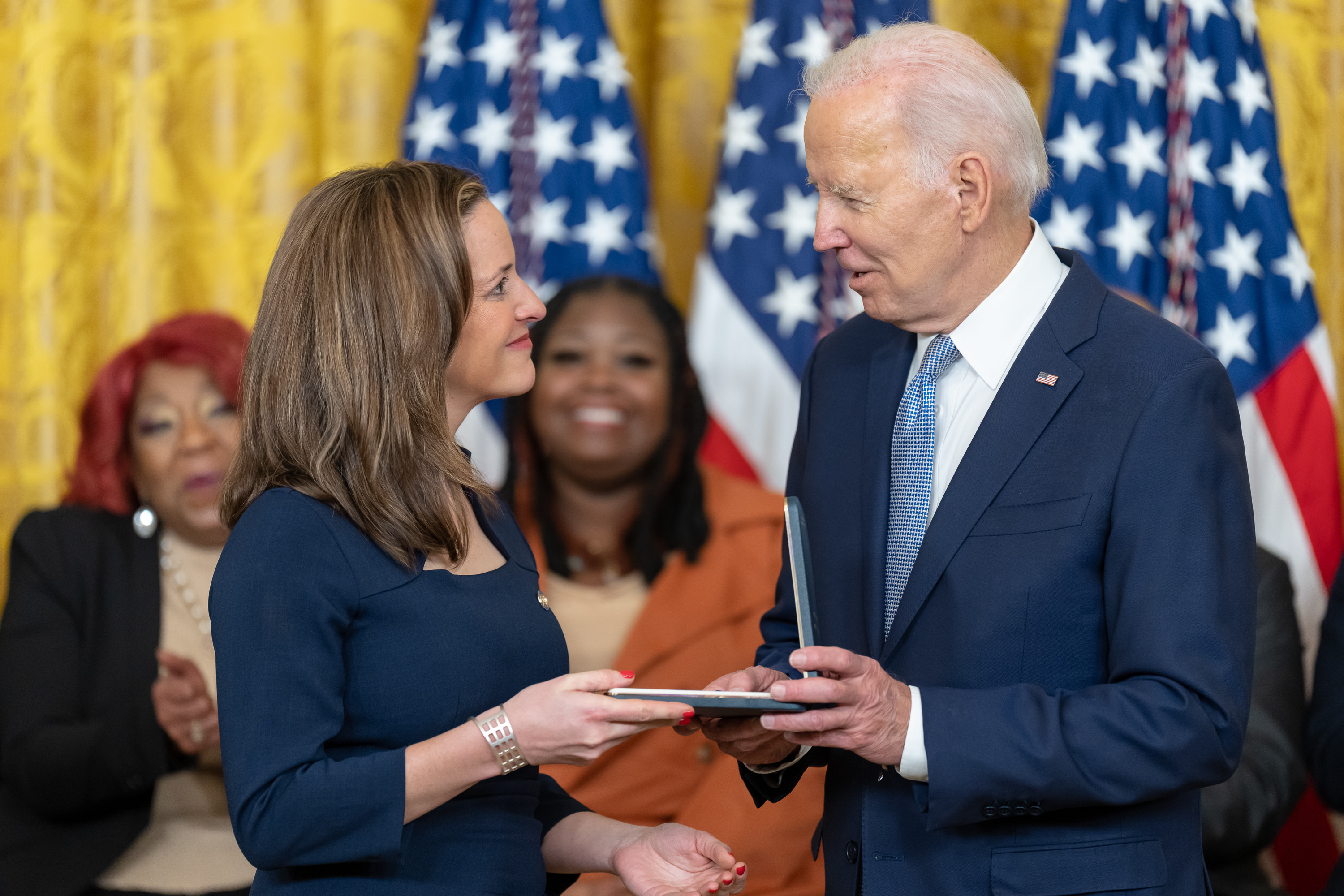
Benson recibe la Medalla Presidencial Ciudadana del Presidente Joe Biden en enero de 2023

En marzo de 2010, Benson publicó su primer libro, State Secretaries of State: Guardians of the Democratic Process. El libro destaca las mejores prácticas de los secretarios de estado de todo el país y busca informar a los votantes sobre cómo los secretarios de estado de todo el espectro político pueden trabajar para avanzar en la democracia y la reforma electoral. Después de trabajar con secretarios de estado de todo el país mientras investigaba para el libro, se inspiró para postularse para el cargo en su estado de residencia, Míchigan. Perdió ante la candidata republicana Ruth Johnson por un margen del 51 por ciento al 45 por ciento.
El 27 de octubre de 2017, Benson anunció su segunda candidatura para Secretaria de Estado de Míchigan. Fue elegida el 6 de noviembre de 2018, derrotando a la Republicana Mary Treder Lang, convirtiéndose en la primera demócrata en ocupar el cargo desde que Richard Austin dejó el cargo en 1995. En 2022, Benson aseguró la nominación de su partido sin oposición y ganó las elecciones generales con el 56% de los votos, derrotando a la candidata republicana Kristina Karamo.
Benson ha ganado prominencia nacional, haciendo frecuentes apariciones en programas de noticias por cable, apareciendo en la portada de la revista Time junto a otros funcionarios electorales y testificando ante el Congreso sobre los desafíos que los trabajadores electorales han enfrentado en los últimos años.

### Reformas en el servicio al cliente
A lo largo de su mandato, Benson ha implementado reformas en la oficina de la Secretaría de Estado, que incluyen cubrir vacantes, expandir servicios en línea, instalar más de 150 nuevas estaciones de autoservicio y buscar financiamiento estatal para oficinas móviles adicionales. Aumentó significativamente la proporción de servicios realizados fuera de las sucursales, alcanzando aproximadamente el 60% de las transacciones en línea, por correo o en estaciones de autoservicio hasta mayo de 2021, en comparación con aproximadamente el 25% en 2018. En abril de 2021, Benson anunció que las visitas solo con cita a las oficinas de la secretaría de estado se volverían permanentes.
A pesar de las críticas que pedían la reintroducción de servicios sin cita previa, Benson defendió la retención del sistema incluso después de la pandemia de COVID-19, destacando los beneficios de las citas para el día siguiente para asuntos urgentes y la reducción general en los tiempos de espera, proporcionando un proceso más eficiente.

### Iniciativas electorales
En el año de su elección, los votantes de Míchigan aprobaron una enmienda constitucional que permitía el registro de votantes el Día de las Elecciones y boletas de voto ausente sin restricciones. Durante el mandato de Benson, en 2019, se estableció el Comité Asesor de Modernización Electoral. Compuesto por 27 expertos locales y nacionales, el comité desempeñó un papel fundamental en la conformación de la reforma electoral y se consideró un componente clave de la preparación de Míchigan para las elecciones de 2020. También estableció una Comisión de Seguridad Electoral compuesta por 18 expertos en ciberseguridad y seguridad electoral. La comisión, financiada por una subvención federal de seguridad electoral y facilitada por empleados estatales, tenía como objetivo mejorar la integridad electoral.
Desde 2020, Benson ha surgido como una de las defensoras prominentes a nivel estatal que defienden las elecciones estadounidenses. Antes de las elecciones presidenciales de 2020, Benson identificó recintos en todo el estado con las tasas de participación más bajas y los visitó para entender cómo podía ayudar a los residentes a ejercer su derecho al voto. Ha abogado por iniciativas para simplificar el proceso de registro, mantener una identificación de votantes precisa y aumentar el número de votantes elegibles. Benson facilitó el registro de votantes permitiendo el registro en línea con identificación aprobada y el registro en persona el Día de las Elecciones. En 2020, en medio de la pandemia de COVID-19, inició la distribución de boletas de voto en ausencia con suficiente antelación a la elección e impulsó la primera campaña del estado para reclutar y capacitar a una nueva generación de trabajadores electorales. Benson envió por correo solicitudes de votante ausente a los 7.7 millones de votantes registrados de Míchigan para las primarias de agosto y las elecciones generales de noviembre, citando la necesidad de igualdad de acceso y protección de la salud durante la pandemia de COVID-19. El esfuerzo fue financiado con $4.5 millones en fondos federales de alivio del coronavirus de la Ley CARES. En junio, inició una plataforma que permite a los votantes registrados solicitar una boleta de voto en ausencia en línea, utilizando su identificación estatal y los últimos cuatro dígitos de su número de la Seguridad Social. También se permitió a los votantes enviar una copia escaneada y firmada de su solicitud de boleta de voto ausente por correo electrónico. Benson también desempeñó un papel en el desarrollo de una herramienta en línea de seguimiento de boletas para boletas de voto en ausencia.
La administración de Benson ha trabajado en mejorar la educación electoral para estudiantes de escuelas secundarias y universidades en todo el estado, un factor que contribuyó a que Míchigan alcanzara la mayor participación juvenil en las elecciones de 2022, donde los jóvenes de 18 a 29 años participaron a una tasa del 37%, superando el promedio nacional del 23%, según el Centro de Información e Investigación sobre el Aprendizaje Cívico de la Universidad Tufts. En agosto de 2019, inició el Grupo de Trabajo Asesor Estudiantil Universitario para abordar los desafíos que podrían obstaculizar las capacidades de voto de los jóvenes ciudadanos. Su administración ha colaborado con secretarios locales y universidades, como el sitio de votación anticipada robusto de la Universidad de Míchigan, y ha participado en programas como MI Vote Matters con escuelas secundarias, facilitando la votación conveniente para los estudiantes y fomentando el registro de votantes entre los jóvenes de 17 y 18 años.
La elección presidencial de 2020 en Míchigan marcó una participación histórica, superando los 5.5 millones de votantes. Benson atribuyó el logro a la educación prioritaria de los votantes, una mayor accesibilidad y un aumento en la votación por correo, con 3.1 millones de votantes registrados optando por emitir sus votos por correo. Ha defendido la integridad de la elección presidencial de 2020 en Míchigan y ha refutado acusaciones infundadas de fraude electoral del expresidente Donald Trump y ha afirmado que los intentos de deslegitimar la elección resultaron finalmente en el ataque al Capitolio de los Estados Unidos el 6 de enero. También se logró una "participación récord" en las elecciones locales de mayo, con el 25% de los votantes registrados participando, de los cuales el 99% votó por correo o en un buzón de votación, superando significativamente el promedio de participación de 12% en las elecciones locales de mayo durante los últimos 10 años.
En preparación para las elecciones presidenciales de 2024, Benson, junto con otros líderes demócratas, ha colaborado en el "Democracy Playbook", un conjunto de más de 40 recomendaciones del NewDEAL Forum destinadas a mejorar los sistemas electorales en todo el país, con un enfoque en la integridad electoral, el acceso al voto y la participación cívica. En julio de 2023, confirmó que los fiscales federales la entrevistaron durante "varias horas" en marzo como parte de la investigación criminal en curso sobre los esfuerzos para anular las elecciones de 2020. Sin revelar detalles específicos, Benson destacó el enfoque de los investigadores en el impacto de la desinformación en la vida de los trabajadores electorales y las amenazas.Benson aboga por sanciones más estrictas contra aquellos que acosan a los trabajadores electorales y por un aumento de fondos para apoyar las elecciones. Su objetivo es prohibir explícitamente y aumentar las sanciones por amenazar a funcionarios electorales, hacer 'doxxing' y presionarlos para violar la ley. Ha destacado objetivos legislativos que implican endurecer las reglas sobre la recopilación de firmas de petición, responsabilizar a aquellos que engañan a los votantes y asegurar más fondos para que los municipios realicen elecciones.

### Críticas, demandas y amenazas
Mientras Trump expresaba preocupaciones sobre posibles fraudes electorales asociados con la votación por correo, sus críticas se dirigían especialmente al esfuerzo de envío de boletas de Benson. Él llamó a Benson una "Secretaria de Estado rebelde" y amenazó inicialmente con retener fondos federales para la ayuda por coronavirus, pero luego retiró su amenaza. Decisiones judiciales afirmaron la autoridad legal de Benson para enviar solicitudes de boletas ausentes a todos los votantes registrados en Míchigan en 2020, mientras que el auditor estatal desacreditó las afirmaciones republicanas de boletas fraudulentas de votantes fallecidos, destacando que los 2,775 votos problemáticos representaban solo el 0.02% de los 11,725,897 votos emitidos en las ocho elecciones revisadas, y que el 98.5% de estos pocos votos fueron emitidos por electores que fallecieron dentro de los 40 días de las elecciones. El 7 de diciembre de 2020, manifestantes armados pro-Trump se congregaron frente a su hogar, eco de las afirmaciones de fraude electoral de Trump. Los manifestantes corearon consignas y hicieron amenazas exigiendo revertir los resultados de las elecciones en Míchigan, vinculando el incidente a los esfuerzos más amplios de Trump y su equipo legal para impugnar el resultado electoral. No se realizaron arrestos y la policía confirmó que no hubo violaciones de la ley penal durante la manifestación. Benson enfrentó amenazas de muerte por su papel en la supervisión de las elecciones de 2020. En enero de 2020, un hombre de 72 años fue arrestado después de que se encontraron pruebas en su casa relacionadas con amenazas violentas dirigidas a Benson. En diciembre de 2022, afirmó que las amenazas de los negadores de las elecciones que comenzaron en 2020 no habían cesado. En mayo de 2023, afirmó en una entrevista que después de las elecciones, Trump sugirió que la acusaran de traición y posiblemente la ejecutaran, una acusación que él negó. En octubre de 2023, un hombre de 60 años de Detroit fue condenado a 15 meses de libertad condicional después de amenazar con matar a Benson y a la gobernadora de Míchigan, Gretchen Whitmer.
Benson ha enfrentado desafíos legales en sus esfuerzos por modernizar y ampliar el acceso a las elecciones, con funcionarios republicanos afirmando que los envíos por correo son ilegales y podrían resultar en actividades fraudulentas, aunque la decisión cumplía con la constitución de Míchigan y fue respaldada en los tribunales. Legisladores republicanos de Míchigan, como la predecesora de Benson, Ruth Johnson, la criticaron por utilizar fondos de ayuda por COVID-19 para enviar solicitudes de boletas ausentes a todos los votantes registrados. Los republicanos argumentaron que la medida podría comprometer la seguridad electoral y llevar a fraudes electorales. A pesar de disputas y afirmaciones de posibles actividades fraudulentas, los expertos argumentaron que los múltiples requisitos de verificación en vigor hacen que un aumento significativo en el fraude sea poco probable. En respuesta a la preocupación de que las solicitudes llegaran a personas fallecidas o reubicadas, Benson ha sostenido que el envío masivo ayuda a identificar y eliminar votantes inactivos o fallecidos, y ha destacado las medidas de verificación de firmas de larga data como salvaguardas contra el fraude.
Benson ha sido mencionada en varias demandas. En octubre de 2019, fue nombrada específicamente en una demanda presentada por Priorities USA, un grupo demócrata, sobre la eliminación de votos ausentes debido a disparidades entre la firma de un votante y otros documentos presentados ante funcionarios electorales. En noviembre, el grupo la señaló en una demanda que desafía la ley de registro automático del estado y alega cargas indebidas en los derechos constitucionales de los votantes jóvenes. En marzo de 2021, el Tribunal de Reclamaciones de Míchigan falló en contra de Benson, diciendo que aunque el contenido de las instrucciones no violaba la ley electoral, no había seguido las medidas procedimentales apropiadas al proporcionar orientación a los funcionarios electorales sobre la verificación de firmas en boletas ausentes. En septiembre de 2022, el Election Integrity Force y otros demandaron a Benson y a la gobernadora de Míchigan, Gretchen Whitmer, en un intento de invalidar las elecciones de 2020. También surgieron controversias durante la administración de Benson con respecto a la guía de la Oficina de Elecciones de Míchigan sobre la verificación de firmas en las boletas ausentes en la antesala de las elecciones presidenciales de 2020. La guía, que mantenía la presunción de una firma válida, enfrentó escrutinio legal y en marzo de 2021, el juez del Tribunal de Reclamaciones del Estado Christopher M. Murray dictaminó que dichas instrucciones deberían emitirse como una regla administrativa. El tribunal encontró que el proceso utilizado para enviar el contenido a los funcionarios no seguía la Ley de Procedimientos Administrativos del estado, lo que llevó a la Oficina a someterse al proceso de elaboración de reglas de la APA, que ahora está en vigor.
En noviembre de 2023, el equipo legal de Trump presentó una demanda para evitar que Benson lo excluyera de las elecciones de 2024 en Míchigan. La demanda argumenta que Benson carece de autoridad para descalificarlo bajo la Decimocuarta Enmienda, buscando una orden judicial que impida que lo excluyan de la papeleta. A pesar de la solicitud de confirmación de Trump, el informe del silencio de Benson agrega incertidumbre. La disputa se remonta a una demanda de Free Speech for People, que sostiene que la participación de Trump en el asalto al Capitolio viola la Sección 3 de la Decimocuarta Enmienda. Benson ha indicado que no se opondrá a la inclusión de Trump en la papeleta. En un artículo de opinión para The Washington Post, Benson argumenta que los secretarios de estado, incluyéndose a sí misma, no deben decidir unilateralmente la elegibilidad de Trump, y enfatiza que los tribunales, especialmente la Corte Suprema, son los foros apropiados para tales determinaciones.

### Reformas éticas
Con el objetivo de abordar el ranking de Míchigan como el más bajo en ética y transparencia en los EE. UU. en 2015, Benson ha abogado por reformas éticas y ha destacado la necesidad de transparencia en el gobierno estatal a raíz de varios escándalos.Ha buscado mejorar la comprensión de los ciudadanos sobre la influencia en Lansing, con las divulgaciones financieras como punto de partida y la posibilidad de abordar cuentas de dinero oscuro. En marzo de 2021, Benson presentó una agenda legislativa llamada "De lo peor a lo primero" para mejorar la transparencia gubernamental, coincidiendo con la Sunshine Week. Las medidas propuestas incluían expandir la Ley de Libertad de Información para incluir al gobernador y la Legislatura, requerir divulgaciones financieras personales de los funcionarios electos, exigir divulgaciones de campañas más frecuentes y endurecer las regulaciones para prevenir el dinero secreto y extranjero en las elecciones de Míchigan. En 2023, criticó la inacción de los legisladores, describiendo las leyes estatales de cabildeo y financiamiento de campañas como "muy, muy rezagadas" en comparación con otros estados.

## Vida personal
Como corredora de larga distancia, Benson promedia dos maratones completos por año. Ha completado veintitrés maratones completos desde 2005, incluyendo carreras en Nueva York, Honolulu, San Francisco, Washington D. C., Florencia, Venecia, Chicago y Filadelfia. Completó su 18.º maratón representando al Team Red White and Blue en Roma, Italia. Completó su segundo Maratón de Boston, convirtiéndose en una de las pocas mujeres en la historia en completar el Maratón de Boston estando embarazada de más de ocho meses. Está casada con Ryan Friedrichs, exinfante de la fuerza aérea retirado y exdirector de desarrollo de la ciudad de Detroit, y tienen un hijo.

## Carrera política
Benson fue una de varios funcionarios demócratas de alto perfil considerados como posibles contendientes para la carrera al Senado de EE. UU. en Míchigan en 2024 para ocupar el escaño de la senadora jubilada Debbie Stabenow.  Benson anunció que no participaría en la carrera en un video de Twitter de marzo de 2023 y dijo que en cambio se centraría en proteger la democracia y las elecciones en Míchigan en su papel de Secretaria de Estado. Según informes, está considerando postularse para el cargo de Gobernadora de Míchigan en 2026. 

## Premios
Crain's Detroit Business la nombró una de las "Mujeres más influyentes" de Míchigan en 2016 y en octubre de 2015, se convirtió en una de las mujeres más jóvenes en la historia del estado en ser incluida en el Míchigan Women's Hall of Fame, solo superada por Serena Williams. En 2022, Benson fue nombrada una de las cinco receptoras del John F. Kennedy Profile in Courage Award por sus esfuerzos para proteger la democracia.
El 6 de enero de 2023, Benson recibió la Presidential Citizens Medal del presidente Joe Biden, por su trabajo "inquebrantable e intrépido" en realizar "servicio público ejemplar para avanzar en elecciones libres y justas."